# Ceratothoa curvicauda
Ceratothoa curvicauda là một loài chân đều trong họ Cymothoidae. Loài này được Nunomura miêu tả khoa học năm 2006.